# 利馬瓦迪
利馬瓦迪（英語：Limavady）是英國北愛爾蘭的一個集鎮，位於倫敦德里郡。2001年人口普查時，利馬瓦迪有人口12,135人，比1991年時增加了17%。在2011年至1971年期間，利馬瓦迪的人口幾乎增加了一倍。

## 外部連結
- Borough of Limavady （页面存档备份，存于）
- Limavady and the Roe Valley （页面存档备份，存于） by Jochen Lueg